# 南せりな
南 せりな（みなみ せりな、1991年4月8日 - ）は、日本のAV女優。ティーパワーズ所属。

## 略歴・人物
2013年にAVデビュー。
当初は「西田いずみ（にしだ いずみ）」として活動。後に「南せりな」に改名。

## 出演作品

### アダルトDVD
2013年
- 過激すぎるド素人娘 4時間スペシャル 8（9月13日、S級素人）※「西田いずみ」名義　他出演:高梨あゆみ、沙月りこ、赤城えりか、夢咲かのん
- 街を歩いている素人の女の子を捕まえて、勃起したチ●ポをセンズリしているのをダラダラ見せ続けたら… 2（10月11日、BAZOOKA）※「西田いずみ」名義　他出演:原千草、西川りおん、湊莉久、桜木えみ香、蒼乃かな

2014年
- リフォーム中、姉と手狭なアパートに住む事になり三段ベッドで真夜中の近親相姦!（2月1日、MUTTURi）※「西田いずみ」名義　共演:Maika、立花さや、吉美さあや
- 媚薬淫行パーティー（3月7日、アクティブクリエイト）主演:波多野結衣
- 今まで女として意識していなかった顔見知りの娘がパイスラで急に巨乳が強調されていてウッカリ勃起! 2（3月20日、アイエナジー）他出演:滝川かのん、さくら悠、桜咲ひな
- 仮面シスターマリア（3月28日、GIGA）
- ワケあり回春マッサージ 7 〜カラダで稼ぐ人妻達〜 Special 8時間（4月11日、BAZOOKA）他出演:篠田ゆう、山本美和子、真咲アイラ、松嶋友里恵、桂希ゆに、野宮さとみ、手嶋あおい、羽生稀、新城あゆみ
- スーパーヒロイン危機一髪!! Vol.53 スパンデクサー編（4月11日、GIGA）
- ガチナンパ! ド素人さんオナニーを手伝ってくれませんか? 34（4月15日、ピーターズ）
- 家庭内相姦（4月17日、グローリークエスト）共演:波多野結衣　他出演:結城みさ、生駒はるな、椿のぞみ
- パンスト直履きソープランド（4月24日、アイエナジー）他出演:桜咲ひな、さくら悠、滝川かのん
- ヒロイン洗脳　聖戦美少女アルテミスZ（4月25日、GIGA）
- 失神巨乳セレブ驚愕の痙攣硬直オイルマッサージ 2（4月30日（レンタル）/5月9日（セル）、LEO）他出演:椎名ゆな、鳥井美希
- 人間観察ドキュメント ネットで話題の個人レッスン出張サービス。を、行っている美人講師を強引にヤる。 07（5月1日、プレステージ）他出演:夏海花凛、森咲みお ほか
- 120%リアルガチ軟派伝説 vol.12（5月13日、プレステージ）※「ゆり」名義　他出演:さおり、りな、わかな、ゆみ、さとみ
- 生活感丸出しな格好で眠る友人姉に興奮してしまい…（5月13日、DOC）他出演:桐乃みく、新希マヤ
- 女子校生オマンコおっぴろげダンス 4（5月16日、OFFICE K'S）他出演:桜咲ひな、通野未帆、桜木郁、石原あい、山本美和子
- サキュバスハンター（5月23日、GIGA）
- 「寝取られ願望」 愛する妻が目の前の他人チ○ポに戸惑い! 欲情!真正中出し!! 自慢の妻をハダカで男湯へ 4（6月5日、SODクリエイト）※「さえ」名義　他出演:はるか、みく
- 子供を保育園に送り出した帰りがけの素人ママは、育ちざかりの子供と旦那でストレスが溜まり性欲も溜まるはず!（ゴムだったらOKで誘ったが…こっそり外して無承諾で生中出ししちゃいました）（6月6日、赫夜姫映像）他出演:宮野ゆかな、西村江梨、宮本ゆう
- 気の弱そうな女性を選別して性欲処理させ続ける悪徳マッサージ師（6月6日、赫夜姫映像）他出演:浅井舞香、西村江梨、加山なつこ
- 女子校生オマ●コ見せつけ手コキ 7（6月6日、OFFICE K'S）他出演:桜咲ひな、石原あい、桜木郁、相沢恋、山本美和子
- 女優を夢見るJDモデル（20）と「ヤリ手プロデューサー（自称）」との出会い。（6月15日、Pandora）※「森咲琴乃」名義
- お待たせしました! じじい夜這い! 謎解き実験アダルトビデオ! 若い女に「夜這い」するという極度の興奮状態であればじじいは勃起し射精するのか? そしてセックスしたくても勃たないじじいは若い女性をむさぼるだけなのか?（7月1日、Mr.michiru）※AV OPEN 2014（ミドル級）参加作品　共演:滝沢かのん、桜川かなこ
- 美人若妻センズリ鑑賞 手コキを見るだけのつもりが興奮を抑えきれず口内生コキ!タマり溜まった他人ザーメンぶっこ抜く喉奥ディープスロート（7月4日、赫夜姫映像）他出演:宮野ゆかな、西村江梨、宮本ゆう、かすみりさ
- 最近、旦那が元気過ぎ。 人妻 南せりな 22歳（7月7日、桃太郎映像出版）
- 完全着衣で南セリナとHなデートしょっ♥（7月7日、unfinished）
- ω24! ショートカットが似合う普通の女の子の普通じゃないフェチ性交。（7月10日、ZeTToN）
- 熱帯夜（7月13日、溜池ゴロー）
- 伊豆天城温泉郷で見つけたお嬢さん タオル一枚男湯入ってみませんか? 今回限定! 超羞恥ユーザーリクエスト過激ミッション大会!&史上最大の賞金額の特別ミッション 『男性客の精子を身体で受け止める!』 ぶっかけスペシャル!!（7月24日、SODクリエイト）※「まい」名義　他出演:宮野ゆかな、小湊菜々 ほか
- こんな美女だらけでやれんのか! DREAM GRANDPRIX2014 全裸オイルキャットファイト 2 MATSURI 〜戦う相手を自分で指名する8人制最強美女決定トーナメント〜（8月1日、ROCKET）※AV OPEN 2014（ヘビー級）参加作品　共演:さとう遥希、小早川怜子、板垣あずさ、舞咲みくに、樹花凜、横山みれい、みおり舞、武藤つぐみ
- 人妻中出し 12（8月10日、マザー）
- 私、実は夫の上司に犯され続けてます…（8月13日、溜池ゴロー）
- 人妻おまんこ指オナニー Vol.7 締まった濡れマ○コがヌチャヌチャして刺激するとイキ出す人妻（9月5日、赫夜姫映像）他出演:宮野ゆかな、西村江梨、宮本ゆう、琥珀うた、結城みさ
- 人妻はそれを我慢できない 〜肉欲に飢えた昼下がりの背徳性交〜（9月7日、マドンナ）
- パンストすけすけ同棲生活（9月7日、unfinished）
- 介護福祉士せりなさんは隠れ巨乳 14（9月14日、ケートライブ）
- マン汁中毒レズビアン 2（9月19日、虎堂）共演:山本美和子　他出演:篠めぐみ、高梨あゆみ、夏目優希、青井いちご、久保田愛梨、姫咲るり
- Wグラマラスな巨乳素人とナンパで逆3P×2（9月26日、S級素人）共演:絵梨　他出演:光希、美緒
- AV女優在籍！高級デリバリーピンサロ！WフェラSP（10月10日、REAL）共演:保坂えり　他出演:本田莉子、益若エリカ、若菜みなみ、松本ほのか、あすか光希、森咲みお